# Raven’s Cry
Raven’s Cry — компьютерная игра жанра Action-adventure. Разработчик — Octane Games, Reality Pump Studios (c 08.2013), издатель — TopWare Interactive. Планируется выход на Microsoft Windows, Mac и SteamOS. Игра про жителей и пиратов карибских островов, в антураже второй половины XVII века. Основной идеей игры является показать пиратов ближе к исторической правде, чем популярный образ в массовой культуре — мрачными и жестокими негодяями. Таким же будет и главный герой.
| Русскоязычные издания | Русскоязычные издания |
| Издание               | Оценка                |
| --------------------- | --------------------- |
| PlayGround.ru         | 2/10                  |

## Сюжет
Кристофер Рейвен, британский мальчик, отправляется с родителями на корабле, чтобы поселиться на одном из карибских островов. Возле Ямайки корабль атакован пиратами, и Кристофер остается единственным выжившим, потеряв при этом кисть левой руки. Он клянется отомстить главарю напавших и для этого со временем сам вступает в ряды пиратов. По ходу игры герой, уже опытный корсар, выслеживает пирата, известного как Невилл Скрэнтони по прозвищу «Дьявол».

## Игровой процесс
Игровой процесс происходит в 3D с видом от третьего лица и заскриптованными вставками. Кристофер вооружен крюком, заменившим потерянную кисть руки (есть несколько «крюков» на выбор с разными функциями), шпагой и пистолетами, также сообщается об особых умениях и магии в стиле Вуду. Продвижение по сюжету состоит в классическом для жанра перемещении по картам-уровням и выполнении сюжетных заданий в сочетании с фехтовальными стычками, а также путешествиях на корабле с пушечными перестрелками и абордажными схватками. В заскриптованных сценах на определенных этапах предлагается выбрать одно из возможных действий.
Сообщается о некоторой нелинейности сюжета — способы выполнения квестов будут влиять на дальнейшие события, а также о «плакатах о вознаграждении за поимку» в случае плохой «репутации», как в Assassin's Creed 2.

## Выпущенные материалы и предварительные обзоры
- 17 июня 2011 года — Первый пресс-релиз об игре, открыт официальный сайт игры[13]. В тот же день появилась аналогичная новость на IGN[9]. 20-го числа вышла новость на «Геймер Инфо»[14], содержащая короткий ролик с использованием концепт-арта[15]; согласно ей, на тот момент планировался выпуск только на PC.
- 20-е числа августа 2011 года — на ряде ресурсов появилось промовидео[16], содержащее, по-видимому, часть вступительного ролика.
- 30 апреля 2012 года — выпущен ролик, демонстрирующий игровой процесс на суше[7][17]. В посвященном ему предварительном обзоре на IGN[18] сообщалось, что игра все ещё на ранней стадии разработки, но ожидается до конца 2012 года, хотя выход вполне может быть перенесен на 2013. Видео разместили у себя на сайтах ряд онлайн-[7][19] и бумажных[20][21] изданий.
- 5—7 июня 2012 года — игра представлена на стенде Topware на E3-2012 в Лос-Анджелесе[22]. Показанное описано в превью Console.AT[8], GameInformer[23], EGMNow[24]. Незадолго до этого Spieletipps выпустил превью после посещения ими немецкой штаб-квартиры Topware, где им показали раннюю альфа-версию[10].
- 14—17 августа 2012 года — игра представлена Topware на gamescom 2012 в Кёльне. По результатам написаны обзоры в ряде немецких изданий: Universe Gaming[25], Gameswelt[26], Onlinewelten[27], а также BestGamer.ru[11], Absolute Games[12], Destructoid.com[28]. Последний содержит скриншоты с интерфейсом, в том числе плавания на корабле.

## Переиздание
Игра была повторно выпущена как Vendetta: Curse of Raven's Cry 20 ноября 2015 года.